# Lista chorążych reprezentacji Senegalu na igrzyskach olimpijskich
Lista chorążych reprezentacji Senegalu na igrzyskach olimpijskich – lista zawodników i zawodniczek reprezentacji Senegalu, którzy podczas ceremonii otwarcia nowożytnych igrzysk olimpijskich nieśli flagę Senegalu.

## Chronologiczna lista chorążych
| Lp. | Rok i miejsce     | Chorąży           | Dyscyplina            |
| --- | ----------------- | ----------------- | --------------------- |
| 1   | 1964, Tokio       | b.d.              |                       |
| 2   | 1968, Meksys      | b.d.              |                       |
| 3   | 1972, Monachium   | Robert N’Diaye    | Zapasy                |
| 4   | 1976, Montreal    | b.d.              |                       |
| 5   | 1980, Moskwa      | b.d.              |                       |
| 6   | 1984, Sarajewo    | b.d.              |                       |
| 7   | 1984, Los Angeles | Amadou Ciré Baal  | Strzelectwo           |
| 8   | 1988, Seul        | b.d.              |                       |
| 9   | 1992, Albertville | b.d.              |                       |
| 10  | 1992, Barcelona   | b.d.              |                       |
| 11  | 1994, Lillehammer | Lamine Guèye      | Narciarstwo alpejskie |
| 12  | 1996, Atlanta     | Ibou Faye         | Lekkoatletyka         |
| 13  | 2000, Sydney      | Mame Tacko Diouf  | Lekkoatletyka         |
| 14  | 2004, Ateny       | Malick Fall       | pływanie              |
| 15  | 2006, Turyn       | Leyti Seck        | Narciarstwo alpejskie |
| 16  | 2008, Pekin       | Bineta Diedhiou   | Taekwondo             |
| 17  | 2010, Vancouver   | Leyti Seck        | Narciarstwo alpejskie |
| 18  | 2012, Londyn      | Hortence Diédhiou | Judo                  |
| 19  | 2016, Rio         | Isabelle Sambou   | Zapasy                |
| 20  | 2020, Tokio       | Jeanne Boutbien   | pływanie              |
| 20  | 2020, Tokio       | Mbagnick Ndiaye   | Judo                  |